# Tabayesco
Tabayesco es una localidad del municipio de Haría, al norte de la isla de Lanzarote. En 2022 contaba con una población de 169 habitantes. Se encuentra en el valle de Temisa a una altitud de 90 m s. n. m. El nombre es de origen majo del que se desconoce el significado.